# John Dillinger
John Herbert Dillinger (Indianapolis, 22 giugno 1903 – Chicago, 22 luglio 1934) è stato un criminale statunitense, rapinatore di banche attivo durante il periodo della grande depressione.

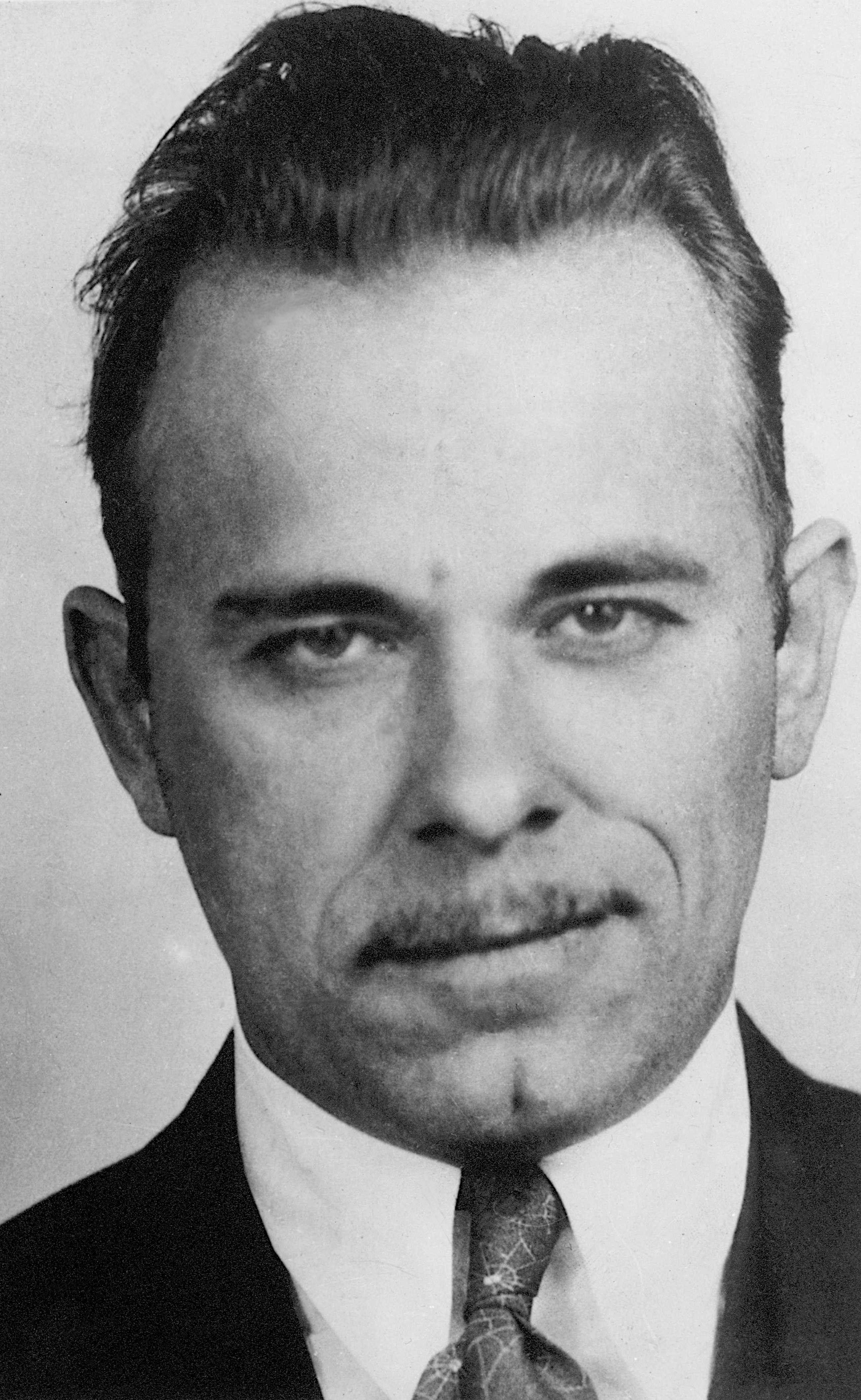
John Dillinger nel 1934.

Nella cultura popolare viene spesso rappresentato come un gangster americano vestito impeccabilmente, che imbraccia un mitra Thompson.
Negli anni 30' venne dichiarato nemico pubblico  da parte dell'FBI guidato dal direttore J. Edgar Hoover.

## Biografia
Dillinger nacque il 22 giugno 1903 nel quartiere Oak Hill di Indianapolis, dove crebbe. Il padre John Wilson Dillinger (1864-1943) era un commerciante; la madre Mary Ellen "Mollie" Lancaster (1870-1906) morì quando Dillinger aveva tre anni. Era nipote di un cittadino tedesco nato nel 1831 in Prussia a Gisingen (vicino a Dillingen/Saar, oggi quartiere di Wallerfangen, circondario di Saarlouis) Mathias Dillinger (1831-1912), che nel 1854 emigrò dalla Germania verso gli USA. Dopo la morte della madre, il padre nel 1912 sposò Elizabeth "Lizzie" Fields (1878-1933), vivendo assieme a Dillinger e sua sorella maggiore Audrey (1889-1987) e un fratello più piccolo.
John Dillinger cominciò la sua carriera di rapinatore il 6 settembre 1924, a ventun anni, quando rapinò la drogheria vicino a casa, a Mooresville, nell'Indiana. Arrestato e rilasciato grazie all'intercessione della matrigna, John continuò l'attività criminale fino ad arrivare ad altre rapine, ben più pesanti, che gli costarono un nuovo arresto a Dayton, nell'Ohio; venne trasferito nella prigione di Michigan City da dove riuscì a fuggire in combutta con alcuni membri della sua gang. Tra i detenuti che evasero era presente anche Walter Dietrich, uomo che ispirò Dillinger e che morì durante l'evasione.
Tornato alle rapine, John Dillinger rimase impresso alle vittime di tali crimini per la foggia elegante dei suoi abiti, il cappello in stile e la qualità del suo cappotto di alta sartoria: il suo stile fascinoso, infatti, contribuì non poco a fare di lui un mito. Considerato dall'FBI e dal suo direttore J. Edgar Hoover il nemico pubblico n.1, Dillinger si guadagnò la fama di moderno Robin Hood del crimine quando, al termine delle abituali rapine, immedesimandosi in quegli anni di grave crisi economica, prese l'abitudine di dare alle fiamme i registri contabili su cui erano annotati i debiti e le ipoteche delle persone in difficoltà economiche, riuscendo ad attirare su di sé la riconoscenza di tanti clienti a corto di denaro e la simpatia di buona parte dell'opinione pubblica. 

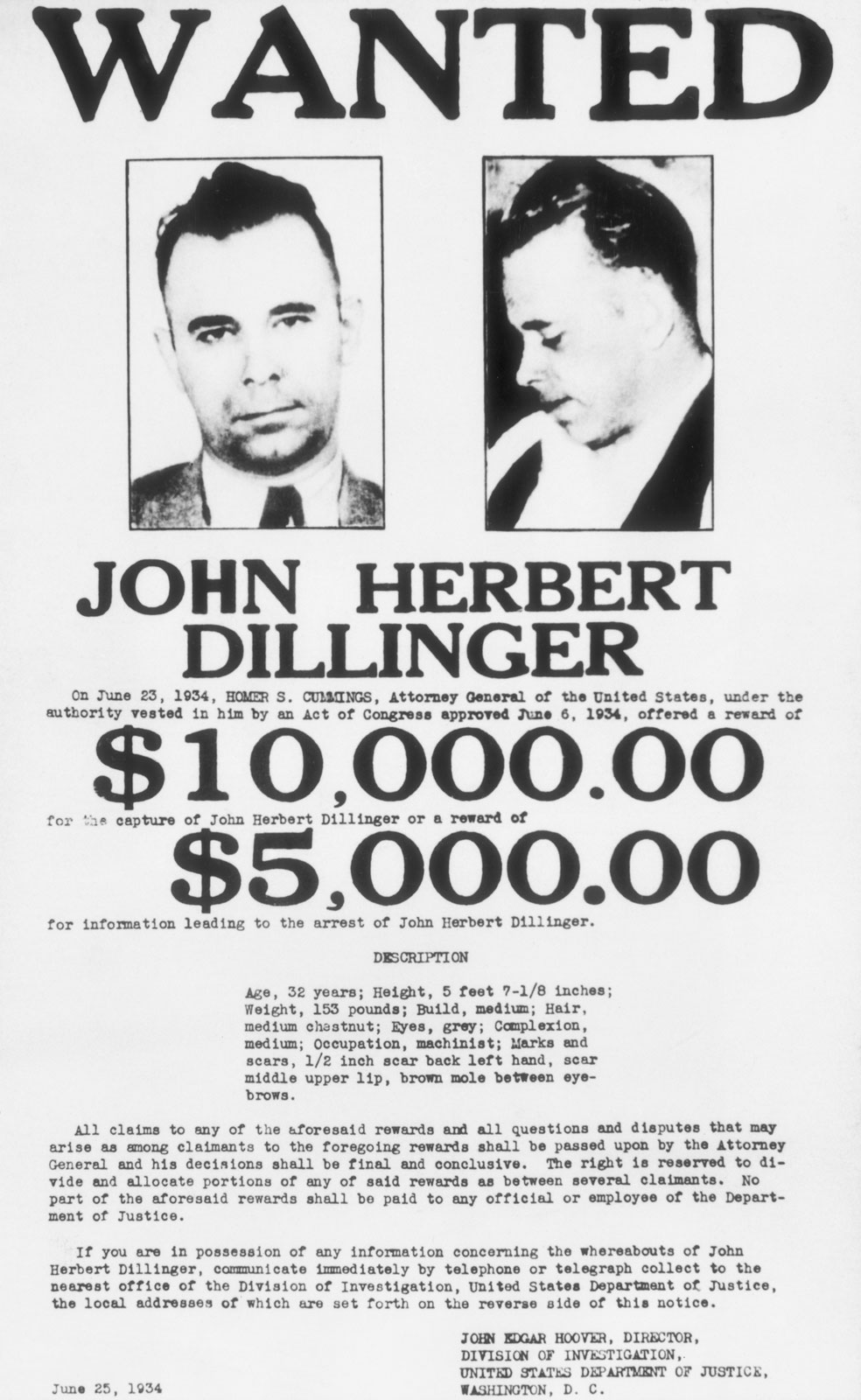
La taglia su John Dillinger.

Nonostante la sua verve ed il suo stile mai troppo brutale, però, verso la fine della sua carriera, isolato dalla malavita che temeva di attirare su di sé l'attenzione della polizia, ma isolato anche grazie ai metodi innovativi di ricerca dell'FBI, Dillinger si alleò con la gang di un altro noto criminale dell'epoca, cioè "Baby Face" Nelson, che era ben più rude e privo di scrupoli di Dillinger (e che insieme a lui arrivò a dividersi la fama di "nemico pubblico") per operare nuove rapine e rimpolpare le casse della sua gang.
Negli anni trenta, per far perdere le sue tracce, Dillinger tentò persino di cancellare le proprie impronte digitali con l'acido, ma gli inquirenti erano ormai vicini alla sua cattura. A Tucson, il 25 gennaio 1934, fu infatti arrestato in un hotel, assieme a buona parte della sua gang, grazie a circostanze fortuite. Il 3 marzo 1934 evase ancora, stavolta dalla prigione di Crown Point, nell'Indiana, dove era stato rinchiuso (e dove fu immortalato in alcune famose foto che lo ritraevano abbracciato al direttore del carcere oltre che nel corso di un'intervista), arrivando a scatenare un vero e proprio caso politico nazionale.
Purtroppo, per lui, la fuga momentanea (agevolata dall'utilizzo di una pistola finta in legno, che tutt'oggi non si sa se gli sia stata recapitata dal suo avvocato o se l'abbia realizzata da sé con un pezzo di legno trovato in carcere) non fu foriera di salvezza, perché per scappare Dillinger prese in ostaggio alcuni agenti e rubò la vettura del direttore del carcere, con la quale varcò il confine dello stato dell'Indiana. Così facendo, infatti, Dillinger commise un reato federale, cosa che permise all'FBI (forte di una nuova legge sul furto d'auto varata dal Congresso americano) di intervenire e quindi, dopo 4 mesi dalla sua fuga, di riacciuffarlo. 
Dillinger fu identificato e ucciso con cinque colpi d'arma da fuoco da alcuni agenti dell'FBI mentre si trovava all'esterno di un cinema di Chicago, dal quale usciva insieme alle prostitute Polly Hamilton e Ana Cumpanas, dopo aver assistito alla proiezione del film poliziesco Le due strade con Clark Gable. Era il 22 luglio 1934 e Dillinger aveva appena 31 anni.
A tradirlo fu proprio Ana Cumpanas, conosciuta nell'ambiente dell'epoca anche come Anna Sage e in seguito nota come la "Donna in rosso" (per via del colore sgargiante dell'abito, indossato per farsi riconoscere dalla polizia, anche se in realtà l'abito indossato era una gonna arancione), la quale passò ai servizi segreti le informazioni utili per catturare il criminale, in cambio della sua permanenza negli Stati Uniti d'America e al fine di evitare l'espulsione in Romania, sua terra natale, senza peraltro riuscirvi visto che il provvedimento fu poi confermato.
Partecipò all'agguato decisivo anche Melvin Purvis, giovane G-Man nominato in prima persona da J. Edgar Hoover per coordinare le ricerche di Dillinger assieme agli uomini del nuovo FBI, tra cui l'esperto investigatore Charles Winstead. Lo stesso Melvin Purvis, infine, lasciò l'FBI solo un anno dopo la morte di Dillinger e morì a causa di un colpo partito accidentalmente dalla propria pistola nel 1960, anche se non si esclude la possibilità che si sia suicidato. Nonostante la sua morte prematura e la sua vita criminale, John Dillinger, rapinatore fascinoso ed elegante, è rimasto noto nell'immaginario collettivo come una sorta di eroe popolare dell'America della grande depressione. A Crown Point, nell'Indiana, esiste un museo a lui dedicato. Inoltre presso l'Allen County Museum è esposta la ricostruzione della cella in cui negli anni trenta era imprigionato a Lima, con la sua statua di cera insieme a quella dello sceriffo Jess Sarber.
Dopo la morte Dillinger venne sepolto nel cimitero di Crown Hill ad Indianapolis, nell'Indiana.

## La figura nei media
- Il 10 novembre 1963 è uscito il n. 11 di Diabolik, intitolato Trappola infernale. Nella storia il personaggio principale, per poter compiere una rapina ai danni di una banca situata proprio di fronte ad una stazione di polizia, organizza un colpo molto ingegnoso. L'idea è una finta rapina da girare per un film; Diabolik per l'occasione assume le sembianze del regista De Ville, Eva quelle di Jane Harlen, una famosa e bellissima attrice, mentre gli uomini sul set fingono di essere rapinatori e invece lo sono per davvero. Viene specificato che il film che Diabolik si appresta a girare è dedicato alla vita del gangster Dillinger.
- Nella canzone "Danny Bailey" (1973) Elton John cita Dillinger, e la figura del protagonista è chiaramente ispirata a lui.
- Il gruppo mathcore americano The Dillinger Escape Plan ha affermato di essersi ispirato al criminale per il nome della band.
- Nel 1994 è apparsa su Topolino la storia Topolino e il leggendario Rattinger, in cui uno dei protagonisti è l'ex rapinatore John Cirillo Rattinger, prozio di Topolino e parodia di Dillinger.[8]
- Nel 1994 all'attore Robert Clohessy è stata affidata la parte di John Dillinger nel settimo episodio della seconda stagione di Lois & Clark - Le nuove avventure di Superman, La vecchia gang.[9]
- Il gruppo musicale partenopeo Blue Staff gli ha dedicato un pezzo dal titolo John Dillinger.
- Nel 2001 Stephen King ha pubblicato sul New Yorker magazine La morte di Jack Hamilton, racconto breve ispirato agli ultimi giorni di Dillinger e reperibile nella raccolta Tutto è fatidico.
- Il rapper italiano Signor K ne racconta le gesta nel brano Jack Rabbit.
- Viene citato nel penultimo episodio della quinta stagione di Breaking Bad da Saul Goodman.
- Viene citato dal rapper italiano Kid Yugi nel brano 64 barre da censura prodotto per Red Bull
- Nel 2023 il personaggio televisivo Fabrizio Corona fa uso del suo nome e della sua immagine per il sito Dillingernews
- Il rapper Salmo lo cita nella sua canzone "Cringe" cantata insieme a Noyz Narcos nel 2024

## Filmografia
Di seguito, vengono elencati i film più famosi e i nomi degli attori che hanno prestato il volto al gangster statunitense:
- Lo sterminatore (Dillinger), regia di Max Nosseck (1945) - Interpretato da Lawrence Tierney
- Killers All (1947) - Nel film appaiono filmati di repertorio di John Dillinger
- L'impero del mitra (Guns Don't Argue), regia di Richard Kahn e Bill Karn (1957) - Interpretato da Myron Healey
- Faccia d'angelo (Baby Face Nelson), regia di Don Siegel (1957) - Interpretato da Leo Gordon
- Sono un agente FBI (The FBI Story), regia di Mervyn LeRoy (1959) - Interpretato da Scott Peters
- Dillinger, sceneggiato da David Davidson (1960) - Interpretato da Ralph Meeker
- La famiglia assassina di Mà Barker (Ma Barker's Killer Brood), regia di Bill Karn (1960) - Interpretato da Eric Sinclair
- Io sono Dillinger (Young Dillinger), regia di Terry O. Morse (1965) - Interpretato da Nick Adams
- Dillinger è morto, regia di Marco Ferreri (1969) - il protagonista (Michel Piccoli) apprende casualmente della morte di Dillinger e in qualche modo agisce prendendone il posto o comunque colmandone il vuoto
- Dillinger (Dillinger), regia di John Milius (1973) - Interpretato da Warren Oates
- The Kansas City Massacre, regia di Dan Curtis (1975) - Interpretato da William Jordan
- The Lady in Red, regia di Lewis Teague (1979) - Interpretato da Robert Conrad
- Dillinger: nemico pubblico numero uno (Dillinger), regia di Rupert Wainwright (1991) - Interpretato da Mark Harmon
- Dillinger and Capone, regia di Jon Purdy (1995) - Interpretato da Martin Sheen
- Nemico pubblico - Public Enemies, regia di Michael Mann (2009) - Interpretato da Johnny Depp